# Speed King (chanson)
Pour les articles homonymes, voir Speed King.
Speed King est une chanson du groupe britannique de hard rock Deep Purple extraite de l'album Deep Purple in Rock.

## Source de la traduction
- (en) Cet article est partiellement ou en totalité issu de l’article de Wikipédia en anglais intitulé « Speed King » (voir la liste des auteurs).